# Reginaldo Leme
Reginaldo Poliseli Leme (Campo Grande, 3 de janeiro de 1945) é um experiente e conceituado jornalista Brasileiro de automobilismo, um dos mais renomados do mundo da Fórmula 1, em atividade há cinquenta anos, sendo o primeiro jornalista brasileiro a cobrir de forma in loco as corridas da Fórmula 1 para a imprensa brasileira a partir de 1972 .
Atualmente, ele trabalha nos canais do Grupo Bandeirantes, BandSports e Band TV, além de se dedicar ao seu canal no Youtube, intitulado 'AutoMotor Por Reginaldo Leme'.
Reginaldo Leme ainda tem, em suas cinco décadas de Fórmula 1, as reportagens de oito título mundiais conquistados por brasileiros e, em se tratando de GPs oficiais, ele soma mais de 500 corridas de forma presencial.

## Carreira

### Início
Reginaldo nasceu em Campo Grande, mas foi criado na cidade de Araçatuba, em São Paulo. Mudou-se para a cidade de Rancharia também no interior do estado de São Paulo durante a adolescência, mas logo se instalou na capital paulista, onde se formou em Jornalismo pela Faculdade Cásper Líbero, em 1967.
Sua carreira começou no jornal O Estado de S. Paulo em 1968, na época ele era um repórter esportivo no geral, cobrindo esportes como golfe, esgrima, natação, tiro ao alvo até parar no futebol, a meta de todos os jornalistas esportivos da época, quando se tornou setorista cobrindo o Palmeiras, porém sempre sonhou com o automobilismo.
Em 1972 por meio de carta datilografada ele garantiu aos seus superiores que: 'o Brasil teria grande chance de ter um campeão mundial de Fórmula 1', o projeto de viagem ao exterior era algo bem raro na época para um jornalista brasileiro, o mesmo foi entregue e tardiamente aceito pela direção do jornal, o plano original se trava de cobrir toda a temporada europeia da Fórmula 1 em 1972, mas Reginaldo cobriu apenas as duas últimas do ano, sendo sua estreia a corrida do título de Emerson Fittipaldi em Monza no marcante dia 10 de setembro daquele ano.

### Trabalhos na Globo
Reginaldo chegou em 1977 à Globo, participando além do automobilismo de três Copas do Mundo e duas Olimpíadas. Na Fórmula 1 ele fez dupla com Luciano do Valle em primeiro momento, posteriormente Oliveira Andrade e Luís Alfredo, e de forma mais recente Cléber Machado, Sérgio Maurício e Luís Roberto. Mas seu parceiro notório nas transmissões foi Galvão Bueno a partir da segunda metade de 1982, Reginaldo também comentou ás transmissões da Stock Car Brasil ao lado de Sérgio Maurício. 
O jornalista criou o programa Sinal Verde que em 1983, nasceu como um especial e acabou incorporado à grade da emissora até 2002, sendo retomado em 2016. Leme foi também apresentador do Linha de Chegada, programa que ia ao ar pelo SporTV . Em 2019 junto com a categoria máxima do automobilismo, Reginaldo migrou da Globo para a Band, desfazendo a parceria de anos com Galvão Bueno.

### Bomba Internacional"Crashgate"
Leme foi responsável por reportar em primeira mão, um dos maiores escândalos da história da Fórmula 1. A informação foi repassada por Nelson Piquet no paddock do Grande Prêmio da Hungria de 2009, porém a condição para tal é que ela teria que ser guardada e divulgada apelas em um segundo momento com a autorização dos Piquet, Nelson e Nelsinho. 
Mais adiante no Grande Prêmio da Bélgica em Spa Francorchamps em 2009, Reginaldo anunciou ao vivo o escândalo da qual até mesmo Galvão Bueno ousou em duvidar, se tratava de uma batida proposital de Nelsinho Piquet no Grande Prêmio de Singapura de 2008, com local e momento pré-definido que favoreceria e favoreceu o seu então companheiro de equipe Fernando Alonso com a entrada de um Safety Car e mais a frente a vitória de Alonso pela Renault, com tudo provado e julgado Pat Symonds e Flavio Briatore foram julgados e banidos momentaneamente pela FIA de qualquer associação que pudesse vir a ter vínculo com a Fórmula 1.

### Novo início na Band
Em novembro de 2019, Reginaldo rescindiu contrato com a Globo onde ele estava desde 1978, a noticia foi dada pelo Yahoo que comunicou que o comentarista não participaria do GP de Abu Dhabi, o último da temporada 2019  suas últimas transmissões pelo canal foram o Grande Prêmio do Brasil de 2019 e a etapa de Goiânia da Stock Car 2019, após 41 anos de serviços prestados ao canal.

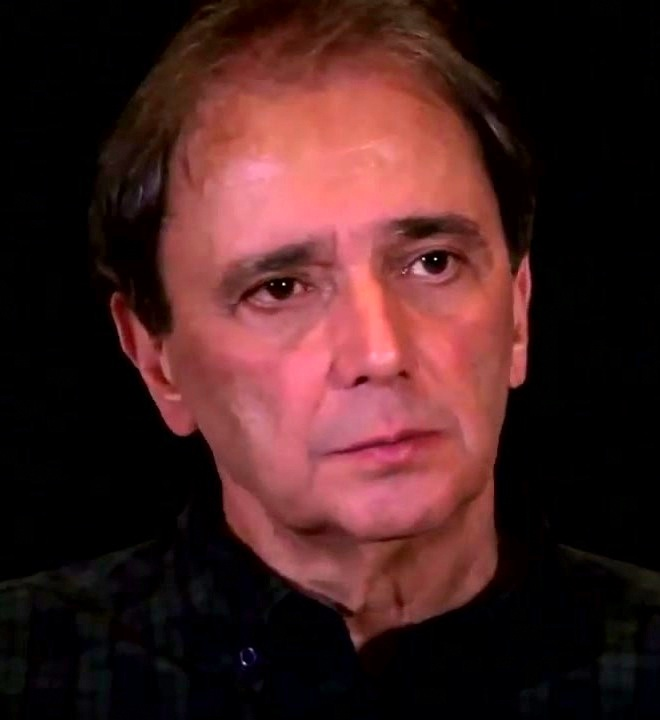
Reginaldo Leme, emocionado ao citar a Escuderia Fittipaldi em documentário

Em dezembro de 2020, Reginaldo fechou com a Rede Bandeirantes, onde debutou como comentarista das transmissões da Stock Car Pro Series. A estreia ocorreu na última etapa da edição 2020 da competição. Em março de 2021, voltou a comentar a Fórmula 1 com a abertura da temporada e das transmissões da F1 na emissora do Morumbi.  
Em outubro de 2022, a voz de Reginaldo Leme entrou para a seleta lista dos famosos que estão presentes no aplicativo Waze ao lado do seu companheiro de transmissão Sérgio Maurício entre uma parceria do App e a Band com o GP do Brasil de 2022 em alta, após as grandes disputas ocorridas em Interlagos em 2021.

## Projeto de livro
Desde 2018, Reginaldo Leme prometia e trabalhava na confecção do seu livro contando histórias de toda a sua vida pessoal e carreira cobrindo o esporte e o esporte a motor, com as pausas forças pelas quarentenas ele acelerou o ritmo e em seu vídeo de Pré-GP do Grande Prêmio do Brasil de 2022 anunciou definitivamente a primeira previsão de lançamento da obra para o inicio de 2023.

## Vida pessoal
Filho do Sr. Joinville e de Dona Rosa, Reginaldo Leme é casado com Carmen Sylvia. O casal tem três filhas: Daniela, Carolina e Camila.
Seu irmão mais novo, Dinho Leme, foi o baterista da banda de rock Os Mutantes em sua formação original com Rita Lee, Liminha, Arnaldo e Sérgio, voltando a participar da banda nos últimos tempos, depois de anos afastado.
Além de repórter e comentarista, Leme também fez trabalhos como cinegrafista e fotógrafo hoje considera essas antigas funções como meros hobbies.

## Prêmios
Em 2013, ao lado de Galvão, foi agraciado pela FIA - Federação Internacional de Automobilismo no "Clube dos 500", por estar no seleto grupo de jornalistas que conseguiu a marca de cobrir mais de 500 GPs em sua carreira. Até 2015, ele foi colunista do jornal O Estado de S. Paulo, e criador do anuário 'AutoMotor', de circulação iniciada em 1992.
Em 9 de março de 2018 recebeu o Título de Cidadão Paulistano em Interlagos, das mãos do vereador Mário Covas Neto.
Atualmente seu canal no YouTube se aproxima da marca de 100 mil inscritos, a primeira no critério de premiação com placas, presenteadas pela plataforma.
| Ano  | Prêmio                                                                     | Categoria                 | Resultado | Ref    |
| ---- | -------------------------------------------------------------------------- | ------------------------- | --------- | ------ |
| 2008 | Troféu ACEESP (Associação dos Cronistas Esportivos do Estado de São Paulo) | Comentarista de TV        | Venceu    | [ 20 ] |
| 2012 | Troféu ACEESP (Associação dos Cronistas Esportivos do Estado de São Paulo) | Comentarista de TV Aberta | Indicado  | [ 21 ] |
| 2015 | Troféu ACEESP (Associação dos Cronistas Esportivos do Estado de São Paulo) | Comentarista de TV        | Indicado  | [ 22 ] |
| 2016 | Troféu ACEESP (Associação dos Cronistas Esportivos do Estado de São Paulo) | Comentarista de TV        | Venceu    | [ 23 ] |